# Pherbellia hungarica
Pherbellia hungarica är en tvåvingeart som beskrevs av Rudolf Rozkošný 1972.
Pherbellia hungarica ingår i släktet Pherbellia och familjen kärrflugor. Inga underarter finns listade i Catalogue of Life.